# Nyctiophylax uncus
Nyctiophylax uncus is een schietmot uit de familie Polycentropodidae. De soort komt voor in het Nearctisch gebied.